# Палій Іван Єгорович
Палій Іван Єгорович (12 листопада 1947, с. Лихоліти, Чорнобаївський район, Черкаська область — 1 січня 2009) — директор будівельного комплексу товариства „Проектно-будівельне підприємство «Азовінтекс»“ (Донецька область), Герой України.

## Біографія
У 1995–2006 роках – начальник регіонального управління «Донбасмонтажспецбуд» Української державної корпорації з виконання монтажних та спеціальних будівельних робіт, з 2006 року – директор будівельного комплексу товариства «Проектно-будівельне підприємство «Азовінтекс», заслужений будівельник України.

## Нагороди
- Звання «Герой України» з врученням ордена Держави (21 листопада 2007) — за значний внесок у розвиток металургійної промисловості, спорудження і введення в дію киснево-конверторного цеху Алчевського металургійного комбінату, високий професіоналізм[1]
- Заслужений будівельник України (8 серпня 1997) — за значний особистий внесок у спорудження об'єктів промислового, цивільного і соціально-культурного призначення, підвищення ефективності будівельного виробництва[2]